# ویگتاون
ویگتاون (به انگلیسی: Wigtown) یک شهرک در اسکاتلند است که در دامفریس و گالووی واقع شده‌است. ویگتاون ۹۸۷ نفر جمعیت دارد.